# 気功
気功（きこう）は、中国伝統の民間療法、代替治療である。

## 中国での状況
中国では中医学の経絡理論などと結びついて、健康法として太極拳と同様公園などで広く行なわれてきた。それまで呼び名が様々で統一されていなかったところを中華人民共和国建国後の1957年に北戴河の国営気功療養院院長だった劉貴珍が『気功療法実践』を著し、これが各国で翻訳されて「気功」という統一された名が世界的に定着した。一定の医療効果を上げてきた医療健康面での功績のために、布教活動が禁止されている中国の中でも、気功と言えば宗教的な色彩のものでも容認される傾向が生まれ、1980年代以降、新しい宗教気功が次々と現れた。その結果中国国政府は「中国気功科学研究会」を設立して国家統制を図り、中国共産党に都合のよくない中功（中華養生益智功）や法輪功を禁止し、1999年の法輪功事件に至った。
法輪功事件以後、集団で気功をすることの規制が厳しくなり、95年以降中国国内の気功団体は一部を除き皆解体させられ、現在の中国では治癌功法として知られる郭林新気功など一部の公認グループを除いて公園で気功をしているのを見なくなった。中国では現在、健身気功という政府公認の気功を編集している。
近代中国気功の成り立ちとして、中国人・因是子が日本の調和道や岡田式静座法などを評価、研究した事を以って、日本から多大な影響を受けたとする向きもあるが、個人の研究を中国気功全体にあてはめるのは、拡大解釈に過ぎると言える。
流派は2000以上あるという。

## 世界医学気功学会
世界医学気功学会は気功が発祥した中華人民共和国の政府から世界で唯一認められている医学気功の振興と研究のための学会である。1989年11月16日に設立された。全世界で20数カ国の気功師と気功を研究する医師や科学者、気功の愛好者が参加している。本部は中国北京 北京中医薬大学内にある。
1993年、中国人の気功師による施術中に患者が死亡する事故が連続、この気功師は逮捕され有罪判決を受ける

。

## 日本・台湾の状況
日本や台湾では中国と交流が深く、気功各派の自由な交流があり、武術、健康法や民間体育、各国の伝統療法、現代の臨床心理療法などとも結びつきながら、様々に深化発展している。

## 気功の分類
気功は、主に体内に「気」を循環させ「気」の質やコントロールする能力を高める内気功と、身体に必要な「良い気」を外から体内に入れ、身体に合わない「悪い気」を体外に排出させるなど「気」の積極的な交換を行って患部等を癒やす外気功とに大別される。ある種の気功師による外気功は、ときに超能力的なものとして捉えられる場合もある。中国では気功は自分で実践する「内気功」が主体で、外気功（ヒーリングに類似）は補助である。日本に気功が知られ始めた頃、中国の気功師がメディアで外気功を盛んに行っていた影響もあり、日本では「気功＝外気功」という誤解が残っている。
内気功は、身体を動かすことで気を循環させる動功と、身体は動かさずに体内の気を循環させる静功に分類される。中国で実践されている気功の種類の多くは「動功」である。
美容や病気の治癒も含めた健康面に関する気功を軟気功、護身術など相手を倒したりするものを硬気功と分類するのは日本独自のものである。中国において軟気功、硬気功という言葉はなく、軟功と硬功という言葉しかない。軟功は体を柔軟に柔らかくすることを目的とした気功、硬功は体を強く固くする目的の気功であり、それが日本で誤解されて伝わり広義の意味で用いられるようになった。
他に、法術（祝由十三科）と分類される気功法がある。これは、古くは巫術とよばれ、道教や仏教など宗教でも利用されてきた、「気の情報」を読み取り、または変化させることで病気の治癒や問題の解決を行う気功である。
気功が発祥した中国では数千種類の気功法が存在するといわれており、その練功法についても、体操や呼吸法、イメージ・トレーニングや瞑想のようなもの、それらを併せたようなものなど、気功によって多種多様である。

## 気
気は目には見えないが何らかの働きのあるものととらえることができる。伝統中国医学では気血と言えば、具体的に体を巡っているものと考えられ、西洋医学で血液が血管を巡るのと同様に気は経絡を巡るものと考えられている。鍼灸治療はそうした気血の巡りをよくすることに主眼がある。気功の気は、明らかにこうした中医学の「気」のニュアンスを強く持っている。実際には、気は体内に、ある変化として感覚されるものを指すことが多い。そうした気の感覚のことを気感という。また、気は伝わる性質を持つ。例えば人から人へと瞬時にある状態が伝わる。そうした現象を利用して外気治療などが行われることがあるが、あくびや笑いが伝染するように、そうした気の現象は日常生活の中に常にある。また、公園で樹木と向き合ったり、海辺で波を感じたりしながら、自然界の気と交流することも気功ではよく行われている。気功の修練を積んだものは、気を目視することができるようになるという。

### 気とは
気功の気に限らず、中国由来の風水、針灸、按摩などの気の定義は全て陰陽五行思想に由来する。故に気とは何かという問に対しては第一に陰陽五行の理論に準ずるべきである。
その定義に基づけば気はこの世の全てのエネルギーの総称であり、またそのエネルギーを集めたり散じさせる力もまた気であると定義できる。

### 催眠、療養と気功
気功による治療、外気功は暗示による催眠効果、偽薬効果であるという主張する向きもある。しかし、外気功による幾つかの実験では被験者の視界の外、つまり被験者に気付かれない所から外気功を行なっても気功の効果があったという事例もある。イメージ・トレーニング、自己催眠の自律訓練法やトランスパーソナル心理学と気功は共にある種の感応現象を利用して無意識の変化を促すという部分で非常に近い面がある。

### タッチセラピー
ニューヨーク大学看護学教授のデローリス・クリーガーが中国から伝わる「気功」を基本にタッチセラピーを開発し、手術の補助手段として用いた。タッチセラピーの創始者であるクリーガーは、セラピューティック・タッチの効用を実証したことに対して1998年度のイグノーベル科学教育賞を受賞、受賞式典は欠席

。